# 대한예수교장로회(고신)
대한예수교장로회(고신) (大韓-敎長老會(高神), The Presbyterian Church in Korea(PCK:Kosin)), 약칭 예장고신은 고려파의 모태가 되는 장로교 교단으로 1952년 한상동, 주남선 목사 등 일제강점기 시절 신사참배 반대운동을 하다가 투옥됐던 지도자들이 중심이 되어 세워진 장로교 교단이다.

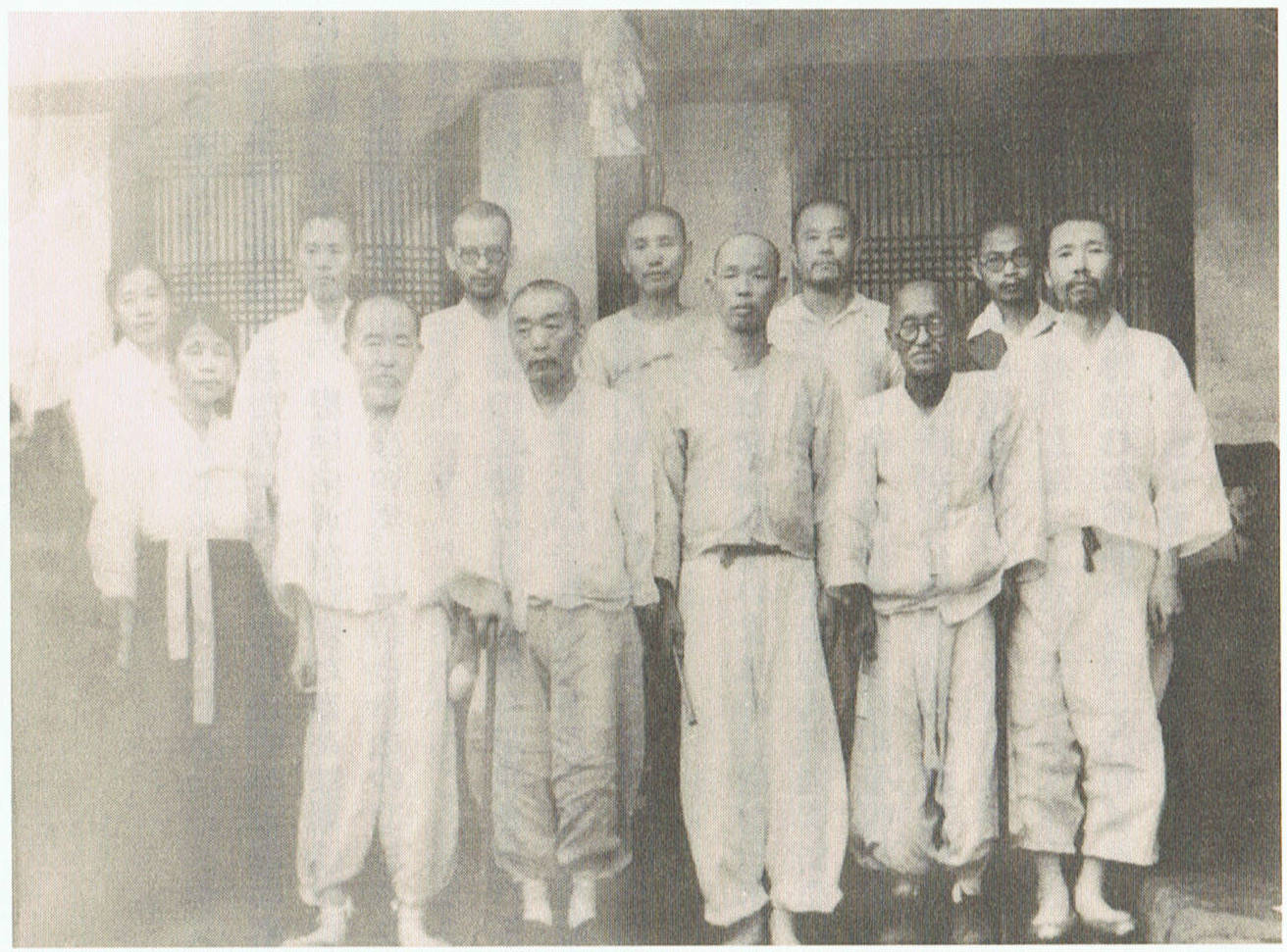
출옥성도

원래 고신 교단을 세우려고 하진 않았으나, 적지 않은 수의 목회자가 신사참배를 한 대한예수교장로회 총회 측에서 일제강점기 동안 신사참배를 하지 않았던 고신측에 대해 껄끄러움을 느껴 총회에서 축출하여 세워진 것이다.
소재지는 서울시 서초구이며 설립목적은 신앙의 정통과 생활의 순결 유지, 칼뱅주의적이고 개혁주의적인 신앙 이고 주요활동은 복음 전파, 해외 선교이다.
교육기관으론 고신대학교와 고려신학대학원이 있으며 고신대학교 신학대학원(천안 소재)은 정식 신학교 중 원생 수가 가장 적다.
또한 영적 은사에 대해 완전히 폐쇄적이지는 않지만, 아주 조심스럽게 생각하는 경향이 있다. 여자에게 목사 안수를 하지 않는 전세계의 몇 안되는 교단으로서 한국에 존재하는 교단들 중 가장 보수적인 신학관으로 알려져 있다. 2019년 기준 지교회 수는 2084개, 교인 수는 46만 명으로 보고 있다. 이 교단은 또한 미국의 정통장로교회(OPC)와 결연을 맺고 있다.

## 같이 보기
- CBS기독교방송
- 대한예수교장로회